# Robin Ramaekers (journalist)
Robin Ramaekers (Zonhoven, 1975) is een Vlaamse journalist. In 2001 ging hij aan de slag bij de VRT-nieuwsdienst waar hij eerst voor Het journaal en later ook voor Terzake reportages maakte. Sinds 2013 werkt Ramaekers voor VTM Nieuws waar hij op de buitenlandredactie werkt. Daarnaast maakt hij reportages voor het magazine Telefacts.

## Biografie
Robin Ramaekers studeerde Germaanse taal- en letterkunde aan de VUB. Hij begon zijn journalistieke carrière bij radiozender Studio Brussel. Ook was hij initiatiefnemer van een illegale radiozender voor VUB-studenten. Hieruit groeide hij door naar zijn job als journalist bij radio 4FM. Begin 2011 kwam hij in opspraak omdat hij in een escalerende conflictsituatie in Haïti het geluid van geweerschoten van zich verdedigende blauwhelmen had verschoven onder een eindstatement van een Journaal-item. Hierdoor ontstond de indruk dat de ploeg tijdens het draaien onder vuur was genomen. Hij mocht van de VRT gedurende zes maanden geen reportages maken vanwege dit incident.
Hij specialiseerde zich in buitenlandse berichtgeving en draaide reportages in vele buitenlanden: tsunami in Thailand en Sri Lanka, aardbevingen in Pakistaans Kashmir, Haïti, politieke onrusten in Kenia, Zimbabwe, Birma, Darfoer (Tsjaad/Soedan), Iran, bootvluchtelingen in Nigeria, rellen in de banlieues van Parijs, terroristische aanslagen in Londen, verkiezingen in de Verenigde Staten, Frankrijk, Zuid-Afrika, enzovoort. Daarnaast maakt hij de reportage "De Laatste Koning" op Canvas over de vermoorde laatste koning van Burundi. Voor het Canvas-praatprogramma 'Spraakmakers' interviewde hij o.a dominee Jesse Jackson, Louis Theroux, Bruce Parry en Franco Dragone.
In 2018 werd hij genomineerd voor de Belfius Persprijs. Hij kreeg een nominatie in de categorie 'Televisiepers' voor een reeks van drie reportages over de humanitaire ramp in Zuid-Soedan. In juni 2017 trok hij voor VTM Nieuws naar het crisisgebied. Hij was een van de eerste journalisten die verslag kon uitbrengen over de hongersnood, cholera en het aanhoudend geweld in dat land.
In 2019 won hij een eervolle vermelding op de AIB Awards in Londen, de zogenaamde Oscars van de tv-verslaggeving. De VTM Nieuws reportage reeks over de noodsituatie in het noorden van Jemen werd geprezen door de internationale jury.
In zijn thuisstad Zonhoven werd hij geëerd met de titel 'ere-zonneridder'.
In de nacht van 2 op 3 oktober 2024 raakten Ramaekers en zijn cameraman Stijn De Smet gewond tijdens het draaien van een reportage in het centrum van de Libanese hoofdstad Beiroet. Hij liep meerdere breuken in het gezicht op door slagen van lokale bewoners en De Smet kreeg een kogel in het been. Beiden werden twee dagen later gerepatrieerd naar België.